# Aston Martin DBR5
L'Aston Martin DBR5 (conosciuta anche come DBR5/250) è la seconda vettura di Formula 1 realizzata dalla casa britannica. Il modello prese parte a due gare del Campionato mondiale di Formula 1 1960, ma senza successo. Dopo i deludenti risultati ottenuti anche dalla DBR5, l'Aston Martin decise di ritirarsi dalla Formula 1.

## Storia
Il modello nacque dopo gli scarsi risultati ottenuti dalla Aston Martin DBR4 nella stagione precedente. L'Aston Martin decise pertanto di realizzare un modello più leggero e veloce.
La DBR5 era largamente basata sulla DBR4 e venne dotata dello stesso telaio. I miglioramenti per rendere il modello più leggero e scattante furono eseguiti sul motore, che era a sei cilindri in linea ed aveva una distribuzione a doppio albero a camme in testa, e sulle sospensioni, che erano indipendenti. La trazione era posteriore.
Venne prodotti solo due esemplari.

## Risultati completi
Le gare in corsivo rappresentano eventi non validi per il mondiale
| 1960 | Squadra                 | Piloti              | RSA | CBA | ARG | GLV | INT | MON | 500 | NED | BEL | FRA | GBR | SCT | POR | ITA | LOM | IGC | USA | Pts. | WCC |
| 1960 | David Brown Corporation | Roy Salvadori       |     |     |     |     |     |     |     |     |     |     | Ret |     |     |     |     |     |     | 0    | -   |
| 1960 | David Brown Corporation | Maurice Trintignant |     |     |     |     |     |     |     |     |     |     | 11  |     |     |     |     |     |     | 0    | -   |

## Piloti
- Roy Salvadori -  Regno Unito
- Maurice Trintignant -  Francia